# Forum Oratori Italiani
Forum Oratori Italiani (FOI) ist ein katholischer Jugendverband in Italien. FOI ist Vollmitglied im internationalen Dachverband katholischer Jugendverbände „Fimcap“.

## Struktur
FOI ist ein nationaler Dachverband von religiösen Verbänden und Einrichtungen, die in der Jugendarbeit auf Pfarreiebene in Italien aktiv sind. FOI hat fast 40 Mitgliedsverbände und über 6.000 lokale Zentren („Oratori“). Etwa 1.000.000 junge Leute nehmen jährlich an den Aktivitäten von FOI teil. Etwa 150.000 Ehrenamtliche arbeiten für FOI als Gruppenleiterinnen und -leiter, Katechistinnen und Katechisten und in verschiedenen anderen Bereichen.